# Local administrative units
A local administrative units, röviden LAU (nem használt magyar megnevezésével: helyi közigazgatási egységek) az Európai Unió földrajzi alapú statisztikai kódolási rendszerének, a NUTS-nak szoros kiegészítője. A név 2003-ban, a NUTS-rendszer átdolgozásakor keletkezett, ezzel a névvel illetve a korábbi NUTS 4, illetve NUTS 5 szinten elhelyezkedő adminisztratív egységeket, azaz azokat, melyek az ország közigazgatási hierarchiájában a nagyobb átfogó egységeknél (tartományok, régiók, megyék) alacsonyabban helyezkedik el.
A rövidítve LAU-ként is ismert beosztás az előzményeknek megfelelően két szintre, a LAU 1-re (korábban NUTS 4) illetve LAU 2 (korábban NUTS 5)-re tagolódik. A felső szint nincs az összes országban meghatározva, számuk a jelenlegi 27 tagállamra vonatkoztatva 3646 összesen. E szintnek Magyarországon a kistérségek feleltek meg (2014. februári megszűnésükig).
A LAU 2-es szint a legalacsonyabb adminisztratív egységeket foglalja magában, Magyarország esetén a településeket. Számuk a 27 tagállamban a hivatalos statisztika szerint 120456, az összeg azonban az apró közigazgatási változásoknak köszönhetően rendszeresen módosul.
Az alábbi táblázat a hivatalos beosztást mutatja:
| Országok           | LAU 1                                                                | LAU 1 | LAU 2                                    | LAU 2  |
| ------------------ | -------------------------------------------------------------------- | ----- | ---------------------------------------- | ------ |
| Ausztria           | -                                                                    | 0     | Gemeinden                                | 2381   |
| Belgium            | -                                                                    | 0     | Gemeenten/Communes                       | 589    |
| Bulgária           | Obchtina                                                             | 264   | Grad                                     | 5329   |
| Ciprus             | Eparchies                                                            | 6     | Dimoi, koinotites                        | 614    |
| Csehország         | Okresy                                                               | 77    | Obce                                     | 6249   |
| Dánia              | Kommuner                                                             | 98    | Sogne                                    | 2148   |
| Észtország         | Maakond                                                              | 15    | Vald, Inn                                | 241    |
| Egyesült Királyság | Lower tier authorities (districts) or individual unitary authorities | 443   | Wards                                    | 10 679 |
| Finnország         | Seutukunnat / Ekonomiska regioner                                    | 82    | Kunnat /Kommuner                         | 446    |
| Franciaország      | -                                                                    | 0     | Communes                                 | 36 678 |
| Görögország        | Dimoi/Koinotites                                                     | 1034  | Demotiko diamerisma/Koinotiko diamerisma | 6130   |
| Hollandia          | -                                                                    | 0     | Gemeenten                                | 489    |
| Írország           | Counties/County Boroughs                                             | 34    | DEDs/Wards                               | 3440   |
| Lengyelország      | Powiaty i miasta na prawach powiatu                                  | 379   | Gminy                                    | 2478   |
| Lettország         | Rajoni, republikas pilsētas                                          | 33    | Pilsētas, novadi, pagasti                | 536    |
| Litvánia           | Savivaldybės                                                         | 60    | Seniūnijos                               | 515    |
| Luxemburg          | Cantons                                                              | 13    | Communes                                 | 118    |
| Magyarország       | Járások                                                              | 174   | Települések                              | 3152   |
| Málta              | Distretti                                                            | 6     | Kunsilli                                 | 68     |
| Németország        | Verwaltungsgemeinschaften                                            | 539   | Gemeinden                                | 13 176 |
| Olaszország        | -                                                                    | 0     | Comuni                                   | 8100   |
| Portugália         | Concelhos – Municípios                                               | 308   | Freguesias                               | 3091   |
| Románia            | -                                                                    | 42    | Municipiu                                | 3174   |
| Spanyolország      | -                                                                    | 0     | Municipios                               | 8108   |
| Svédország         | -                                                                    | 0     | Kommuner                                 | 290    |
| Szlovákia          | Okresy                                                               | 79    | Obce                                     | 2928   |
| Szlovénia          | Upravne enote                                                        | 58    | Občine                                   | 193    |
| EU-27              |                                                                      | 8323  |                                          | 119253 |

## Lásd még
- Nomenclature of Territorial Units for Statistics (NUTS)

## Külső hivatkozások
- Eurostat > NUTS > National structures